# Po glavnoj ulice s orkestrom
Po glavnoj ulice s orkestrom (По главной улице с оркестром) è un film del 1986 diretto da Pëtr Todorovskij.

## Trama
Il film racconta di un uomo che vuole cambiare vita e decide di lasciare il servizio e dalla famiglia.